# Abnormal psykologi
Abnormal psykologi är den gren inom psykologin vilken handlar om psykiska störningar. Det är den teoretiska delen av det som kallas klinisk psykologi. Forskningen rör det som i ett givet samhälle eller en given grupp anses vara abnormalt eller otypiskt.
Det som i denna definition anses vara abnormt är en persons tankar, handlingar och karaktärsdrag som är statistiskt sett ovanliga. Abnormala tankar, känslor och handlingar kan, men behöver inte, vara en del av en psykisk störning.